# Verglas massif d'avril 2023 dans l'Est du Canada
Le verglas massif d'avril 2023 dans l'Est du Canada est un épisode important de pluie verglaçante dans l'est de l'Ontario et le sud-ouest du Québec qui s'est déroulé du 5 au 6 avril 2023 et a causé des bris aux arbres et aux infrastructures électriques privant plus d'un million de clients durant plusieurs jours dans ces provinces canadiennes. La tempête a plus causé la mort de 4 personnes dont 2 par intoxication au monoxyde de carbone. C'était le verglas le plus destructeur dans ces régions depuis le verglas massif de janvier 1998 dans le Nord-Est de l'Amérique du Nord. 

## Évolution météorologique
Le 5 avril, une importante dépression traversant le lac Supérieur poussait un front chaud vers l'est de l'Ontario et l'ouest du Québec pendant qu'un anticyclone sur l'est de la même province siphonnait de l'air froid dans la vallée du Saint-Laurent et dans celle de la rivière des Outaouais. L'air doux en altitude devant le front produisait de la pluie mais l'air était sous le point de congélation en surface ce qui congelait les gouttes d'eau en verglas.
Cette pluie verglaçante a débuté dans l'Est de l'Ontario, particulièrement à Ottawa, avant le lever du jour et quelques heures plus tard dans la région de Montréal. Le phénomène, accompagné d'orages, y a persisté toute la journée donnant des accumulations de 15 à 40 mm. Le front chaud de son côté s'est déplacé vers le nord-est, touchant Québec, le sud des provinces maritimes et la Nouvelle-Angleterre, alors que les précipitations sont devenues de la neige avec une faible quantité de pluie verglaçante lors de cet progression.
Le 6 avril, une fois passé dans le secteur chaud de la dépression rendue dans le nord du Québec, les températures sont passées bien au-dessus de 0 °C ce qui a fait fondre les accumulations de verglas.

## Conséquences
Des milliers de branches et d'arbres ont cassé sous le poids du verglas et la force des vents. Les régions les plus touchés ont été Ottawa, Montréal-Laval, la Montérégie, l'Outaouais et les Laurentides. Selon Hydro-Québec, environ 1,1 million de clients ont perdu le courant dans cette province, dont la moitié se retrouvaient sur l'île de Montréal,. En Ontario, Hydro One a déclaré que plus de 114 000 clients était dans la même situation et 56 000 chez Hydro Ottawa. Le plus gros des pannes a été réparé après 5 jours mais il a fallu jusqu'à une semaine pour rebrancher certains secteurs isolés. Des centres d'hébergement ont été ouvert pour accueillir les sinistrés, offrant nourriture et chaleur.
Dans les deux provinces, les plus peuplées du Canada, 4 personnes sont décédées des suites des effets directs ou indirects de la tempête. Ainsi un résident de l'est de l'Ontario a été tué par la chute d'un arbre le jour de la tempête, un sexagénaire au Québec a été tué par une branche d'arbres en nettoyant sa cour le lendemain et un homme est mort d'empoisonnement au monoxyde de carbone en utilisant son barbecue à l'intérieur de son domicile près de Montréal. La quatrième victime est morte dans un accident de la route dans la région de Laurier-Station, au sud de Québec. De plus, la Direction régionale de santé publique de Montréal (DRSP) a recensé 127 cas de d'empoisonnment par ce gaz alors que plusieurs essayaient de se réchauffer ou de cuisiner à l'intérieur avec un appareil conçu pour l'extérieur. Le 15 mai, la ville de Montreal annonce qu'il lui faudra encore un mois pour ramasser les branches tombées de ses parcs.

## Réactions politiques
François Legault, premier ministre du Québec, a souligné les dangers des conditions météorologiques extrêmes et la probabilité croissante qu'elles se produisent en raison des changements climatiques. Le premier ministre canadien Justin Trudeau, qui était présent à Montréal au moment de la tempête, a décrit la tempête comme une période éprouvante pour les résidents de Montréal et d'autres personnes touchées par la tragédie dans toute la province.